# Капут
Капут или бунда (од мађ. bunda), део је гардеробе, која се носи због моде и има заштитну улогу приликом ниских температура. Бунда представља један од најстаријих одевних предмета. Претпоставља се да су неку форму бунде користили и човеколики мајмуни за заштиту од хладноће.
Капут може да буде израђен у различитим кројевима, дужинама и од различитих материјала. Обично сеже испод кукова и напред се копча дугмадима или копчама (ређе може да има и рајсфершлус). Носи се изнад остале одеће. Носе га мушкарци и жене свих узраста. Капут је отворен од напред, има дуге рукаве, може да има и поставу, џепове, крагну и капуљачу. Капути се обично праве од памука, вуне, крзна, коже и слично. Женски капути су обично ужи.
Током историје носили су га обично племићи и виши слојеви друштва, све док није постао доступан свим друштвеним слојевима.

## Занимљивости
Београдска група Тап 011 је средином деведесетих направила песму Бунда, која је била велики хит. Песма говори о момку који је девојци купио скупоцену бунду, а сада, будући да је та веза окончана, тражи своју бунду назад.

## Контроверзе
Данас, неки на бунду гледају као на луксузну и топлу, а неки је одбијају због моралних убеђења. Постоје контроверзе око ношења бунди, због окрутности према животињама приликом доласка до крзна.